# Aybars Kartal Özson
Aybars Kartal Özson (Isztambul, 2008. május 18. –) török gyerekszínész.

## Életrajz
Aybars Kartal Özson Isztambulban született.
2012-től 2013-ig Şehzade Cihangir (Cihangir herceg) szerepét alakította a Szulejmán c. televíziós sorozatban.
Neve középső részének (Kartal) török jelentése: sas.

## Filmográfia
| alkotás                   | évad      | szerep                             | megjegyzés    | magyar hang |
| ------------------------- | --------- | ---------------------------------- | ------------- | ----------- |
| Kuruluş Osman             | 2022      | Orhan                              |               |             |
| Hekimoğlu (dizi, 2019)    | 2020      | Ali                                |               |             |
| Vurgun                    | 2019      | Kerem                              |               |             |
| Kördüğüm                  | 2016      | Kaan                               |               |             |
| Sen Benimsin (dizi)       | 2015      | Tahir                              |               |             |
| Aramızda Kalsın           | 2013–2015 |                                    | Hatice Memiş  |             |
| Muhteşem Yüzyıl Szulejmán | 2012–2013 | Şehzade Cihangir (Cihangir herceg) |               |             |
| Bir Çocuk Sevdim          | 2011–2012 | Hasan                              | Cevdet Mercan |             |

## Fordítás
- Ez a szócikk részben vagy egészben  az   Aybars Kartal Özson című török Wikipédia-szócikk fordításán alapul.  Az eredeti cikk szerkesztőit annak laptörténete sorolja fel. Ez a jelzés csupán a megfogalmazás eredetét és a szerzői jogokat jelzi, nem szolgál a cikkben szereplő információk forrásmegjelöléseként.